# Hamish Macdonald
Pour les articles homonymes, voir MacDonald.
Pas d'image ? Cliquez ici

a Compétitions nationales et continentales officielles uniquement.

b Matchs officiels uniquement.
Dernière mise à jour le 7 avril 2025.
Hamish Macdonald, né le 11 janvier 1947 à Rawene (en) (Nouvelle-Zélande), est un ancien joueur de rugby à XV qui a joué avec l'équipe de Nouvelle-Zélande. Il évoluait au poste de deuxième ligne (1,90 m pour 102 kg). 

## Biographie
Hamish Macdonald dispute son premier test match avec l'équipe de Nouvelle-Zélande le 2 décembre 1972 contre le pays de Galles. Son dernier test match fut contre l'Afrique du Sud, le 4 septembre 1976. 

## Palmarès
- Nombre de test matchs avec les All Blacks : 12
- Nombre total de matchs avec les All Blacks : 48